# Érintés (film, 1971)
Az Érintés (Beröringen) egy 1971-ben bemutatott Ingmar Bergman rendezésében készült svéd-amerikai filmdráma.

## Történet
A svéd házaspár Karin (Bibi Andersson) és Andreas Vergerus (Max von Sydow) a személyiségüknek megfelelő elegáns körülmények között élnek. Mindketten csendes, visszafogott és racionális emberek, akiktől távol áll a spontaneitás. Kettőjük kontrasztja az indulatos, megalkuvást nem tűrő, belső ellentmondásokkal gyötrődő külföldi archeológus, David Kovac (Elliott Gould). Karin és David szeretők lesznek, de a két különböző típusú ember soha nem talál igazán egymásra. Mielőtt találkoztak volna, David öngyilkosságot kísérelt meg, Karin hazássága pedig boldogtalan volt, de az új szerelem még jobban tönkreteszi életüket.

## A film témája
Karin elfordulása Andreastól szándékosan zavarosnak tűnik a film során. A szeretők közötti párbeszédek számítóak és hidegek, mintha csak kábultan egy színpadon szavalnák, saját magukat is meghökkentve viselkedésükkel és érzéseikkel. A film központi metaforája egy középkori, fából faragott Mária szobor, amit nemrég tártak fel egy ásatás során, ami a potenciális tiszta szerelmet szimbolizálja Karin és David között. Viszont az évszázadokon át a föld mélyén nyugvó szobor belsejében rovarlárvák kelnek életre, elindítva a szobor korrózióját. Hasonlóképpen indul sorvadásnak a szeretők egymás iránti érzelme is.

## Szereposztás
| Színész               | Karakter         |
| --------------------- | ---------------- |
| Elliott Gould         | David Kovac      |
| Bibi Andersson        | Karin Vergerus   |
| Max von Sydow         | Andreas Vergerus |
| Sheila Reid           | Sara Kovac       |
| Barbro Hiort af Ornäs | Karin édesanyja  |

## Fordítás
- Ez a szócikk részben vagy egészben  a   The_Touch (1971 film) című angol Wikipédia-szócikk fordításán alapul.  Az eredeti cikk szerkesztőit annak laptörténete sorolja fel. Ez a jelzés csupán a megfogalmazás eredetét és a szerzői jogokat jelzi, nem szolgál a cikkben szereplő információk forrásmegjelöléseként.